# 투우사의 노래
투우사의 노래로 잘 알려진 여러분의 건배에 삼가 잔을 돌려 드리겠소(Votre toast, je peux vous le rendre)는 조르주 비제의 1875년 오페라 《카르멘》에 나오는 아리아다. 제2막에서 투우사 에스까밀료가 등장하면서 부르며 투우 중 일어나는 다양한 상황에 대해 노래한다. 후렴구인 "투우사여, 대비하라"(Toréador, en garde)는 제1막 전주곡의 중간 부분에도 쓰인다. 가사는 프랑스어로 쓰였고 앙리 메이약과 뤼도빅 알레비가 작사했다.

## 가사

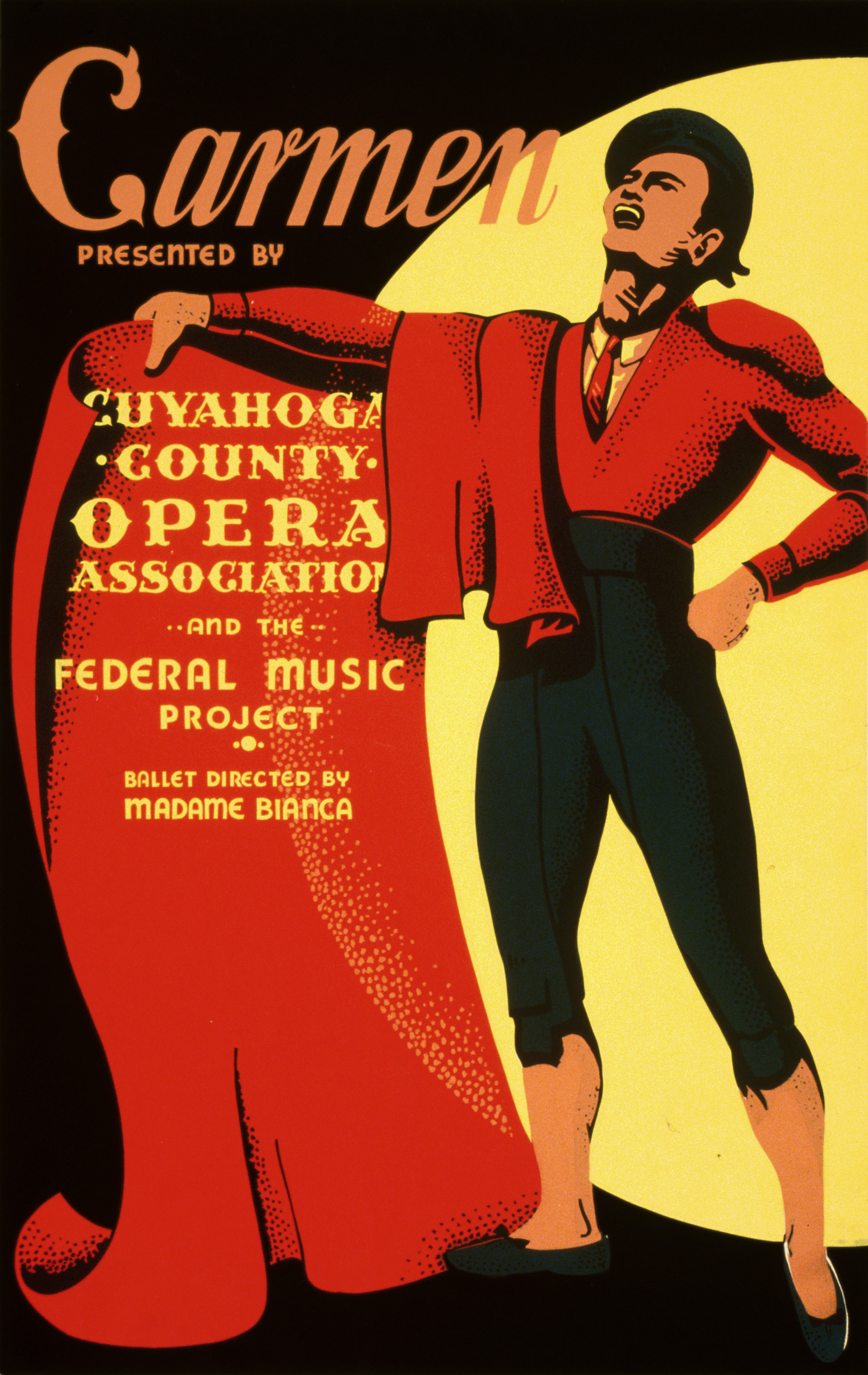
투우사 그림이 있는 1939년 카르멘 포스터

Votre toast, je peux vous le rendre,

Señors, señors car avec les soldats

oui, les toréros, peuvent s'entendre;

Pour plaisirs, pour plaisirs,

ils ont les combats!

Le cirque est plein, c'est jour de fête!

Le cirque est plein du haut en bas;

Les spectateurs, perdant la tête,

Les spectateurs s'interpellent

À grand fracas!

Apostrophes, cris et tapage

Poussés jusques à la fureur!

Car c'est la fête du courage!

C'est la fête des gens de cœur!

Allons! en garde!

Allons! allons! Ah!

(후렴 ×2)

Toréador, en garde! Toréador!

Toréador!

Et songe bien, oui,

songe en combattant

Qu'un œil noir te regarde,

Et que l'amour t'attend,

Toréador, l'amour, l'amour t'attend!

Tout d'un coup, on fait silence,

On fait silence... ah! que se passe-t-il?

Plus de cris, c'est l'instant!

Plus de cris, c'est l'instant!

Le taureau s'élance

en bondissant hors du toril!

Il s'élance! Il entre, il frappe!...

un cheval roule,

entraînant un picador,

"Ah! Bravo! Toro!" hurle la foule,

le taureau va... il vient...

il vient et frappe encore!

En secouant ses banderilles,

plein de fureur, il court!

Le cirque est plein de sang!

On se sauve... on franchit les grilles!

C'est ton tour maintenant!

Allons! en garde! allons! allons! Ah!

(후렴 ×2)

Toréador, en garde! Toréador!

Toréador!

Et songe bien, oui, songe en combattant

Qu'un œil noir te regarde,

Et que l'amour t'attend,

Toréador, l'amour, l'amour t'attend! 

L'amour! L'amour! L'amour!

Toréador, Toréador, Toreador!
여러분의 건배에 삼가 잔을 돌려 드리겠소 

세뇨레스, 세뇨레스, 군인들은

우리 투우사와 기분이 잘 통하니까요.

기쁨을 위해, 기쁨을 위해

그들은 싸우죠!

투우장은 꽉 찼네, 오늘은 축제니까!

투우장은 꽉 찼네 맨위부터 아래까지

관중들은 열광하고

관중들은 시끌벅쩍하다.

우레 같은 소리로! 

부르고 외치고 떠들썩하다

한계까지 당겨라!

이것은 용기의 축제니까!

이것은 용감한 사람들의 축제니까!

가라! 대비하라! 가라!

가라! 가라! 아!

(후렴 ×2)

투우사여, 대비하라! 투우사여!

투우사여!

떠올려라, 그래 떠올려

싸우면서

검은 눈동자가 너를 지켜보고,

사랑이 너를 기다리고 있다는 것을.

투우사여, 사랑이, 사랑이 기다리고 있다!

갑자기, 우리 모두는 조용해진다.

우린 조용해진다,... 오, 무슨 일이 일어났는가?

외침 소리도 안 나오는, 바로 그 순간!

외침 소리도 안 나오는, 바로 그 순간!

투우는 돌진하고

울타리밖으로 뛰어 나간다!

돌진해온다! 들어온다, 마구 친다!

말은 쓰러지고,

말 위 투우사는 끌려간다

"아! 잘한다! 소야!" 관중은 소리치고,

투우는 계속 간다... 소가 온다...

소가 와서 다시 마구 친다!

등에 꽂힌 장식창을 흔들고,

분노에 가득차 소는 달린다!...

투우장은 피로 가득찬다!

우린 도망친다... 출구를 지난다!

이제 네가 나갈 차례다!

가라! 대비하라! 가라! 가라! 아!

(후렴 ×2)

투우사여, 대비하라! 투우사여!

투우사여!

생각해라, 그래 생각해, 싸우면서

검은 눈동자가 너를 지켜보고,

사랑이 너를 기다리고 있다는 것을.

투우사여, 사랑이, 사랑이 기다리고 있다!

사랑! 사랑! 사랑!

투우사여, 투우사여, 투우사여!